# Série rose
Série rose est une série télévisée française en 26 épisodes de 28 minutes, produite par Pierre Grimblat diffusée à partir du 8 novembre 1986 jusqu'au 6 juillet 1991 sur FR3 et rediffusée sur RTL9 et NT1.
Au Québec, elle a été diffusée à partir du 8 septembre 1990 à Télévision Quatre-Saisons avant Bleu Nuit, puis à partir du 8 octobre 1993 à Super Écran.

## Synopsis
« Dans le secret des bibliothèques, derrière les reliures sévères et précieuses, se cachent bien des mystères. Les plus doux de ces mystères nous viennent des grands écrivains eux-mêmes. Loin, bien loin de leurs œuvres officiellement reconnues, nombre d'auteurs célèbres, sous leur nom ou un pseudonyme, se divertirent à écrire des récits où les jeux de l'amour et de la beauté s'épanouirent. Ces récits, la Série rose est allée les découvrir pour vous, public sensible et averti. Nous allons pour vous tourner les pages de ces livres secrets dont les années n'ont pas effacé le parfum. La Série rose s'ouvre à vous… »
Cette série est une anthologie d'histoires libertines adaptées d'œuvres littéraires françaises et étrangères du XVIIIe siècle à nos jours.

## Fiche technique
Sauf indication contraire, les informations mentionnées dans cette section peuvent être confirmées par la base de données cinématographiques IMDb,  présente dans la section « Liens externes ».
- Titre : Série rose
- Sociétés de production : FR3, Hamster Productions
- Sociétés de distribution [3] : 
  - France : FR3, NT1, Pickwick, RTL9
- Pays d’origine :  France
- Langue : français
- Format : couleurs - 1,33:1 - DTS / Dolby Digital - 35 mm
- Genre : anthologie, comédie, érotique, historique, romance
- Durée : 28 minutes par épisode
- Série Déconseillé aux moins de 16 ans lors de sa diffusion en France[4].

## Distribution
- Serge Avédikian
- Marianne Basler
- Olivia Brunaux
- Philippe Caroit
- Jean-Paul Comart
- Penélope Cruz[5]
- Bruno Devoldère
- Patrick Fierry
- Anne Fontaine
- Catherine Lachens
- Stéphanie Lagarde
- Catherine Leprince
- Véronique Moest
- Isabelle Petit-Jacques
- Marina Pierro
- Maria Laborit
- Michael Lees
- Renaud Marx
- Didier Pain
- Marie Réache
- Michel Robin
- France Zobda

## Épisodes
1. La Gageure des trois commères (Jean de La Fontaine - Michel Boisrond)
2. À la feuille de rose, maison turque (Guy de Maupassant - Michel Boisrond)
3. Augustine (Marquis de Sade - Alain Schwartzstein)
4. Une villa à la campagne (Anton Tchekhov - Maurice Fasquel)
5. Le Libertin de qualité (Comte de Mirabeau - Juan Luis Buñuel)
6. La Serre (Guy de Maupassant - Harry Kümel)
7. Un traitement justifié (Boccace - Walerian Borowczyk)
8. Le Demi-mariage ou Le triomphe de la vertu (Nicolas Edme Restif de La Bretonne - Harry Kümel)
9. La Revanche (Guy De Maupassant - Harry Kümel)
10. L'Épreuve d'amour (Giuseppe Celentano - Alain Schwartzstein)
11. Almanach des adresses des demoiselles de Paris (d'après l’Almanach des demoiselles de Paris, de tout genre et de toutes les classes (anonyme 1791 - Walerian Borowczyk)
12. La Dame galante (Brantôme - Don Kent)
13. Le Partenaire inattendu (Geoffrey Chaucer - Alain Schwartzstein)
14. La Mandragore (Nicolas Machiavel et Jean de La Fontaine - Harry Kümel)
15. La Fessée (Marguerite de Navarre - Harry Kümel)
16. L'Élève (Nicolas Edme Restif de La Bretonne - Harry Kümel)
17. Le Signe (Guy de Maupassant - Fred Hilberdink)
18. Hercule aux pieds d'Omphale (Théophile Gautier - Michel Boisrond)
19. Lady Roxanne (Daniel Defoe - Jaime Chávarri)
20. Elle et lui (Marquis de Mirabeau - Jaime Chávarri)
21. La Conversion (Andrea de Nerciat - Christian Faure)
22. Le Lotus d'or (Jin Ping Mei - Walerian Borowczyk)
23. L'Experte Halima (Les Contes des mille et une nuits - Walerian Borowczyk)
24. La Grève de l'amour (Lysistrata d'Aristophane - Nino Monti)
25. Les Leçons de Bucciuolo (Ser Giovanni Fiorentino - Péter Gárdos)
26. Le Style Pompadour (Marquis de Foudras - Michel Boisrond)